# Лаврентий
Лавре́нтий — мужское русское личное имя латинского происхождения; восходит к лат. Laurens (родительный падеж — Laurentis) — «лаврентский», то есть житель Лаврента, древнего города в Лациуме, в котором согласно преданию располагалась резиденция легендарного царя Латина; в переносном значении — «латинский», «римский» вообще.
Возможно, что Лаврент получил своё название от лат. laurus — «лавр», но более вероятным представляется доримское происхождение названия города.
В современный русский язык имя Лаврентий было перенесено из святцев (церк.-слав. Лаѵре́нтїй), в которые оно попало  при переводе православных богослужебных книг на старославянский язык с койне (др.-греч. Λαυρέντιος).    
В христианском именослове имя Лаврентий соотносится с несколькими раннехристианскими святыми, среди которых наиболее известен мученик архидиакон Лаврентий Римский, казнённый в 258 году во времена преследования христиан, устроенных императором Валерианом. О других ранних святых с именем Лаврентий в христианской традиции неизвестно ничего, кроме даты поминовения.
Старая календарная форма имени: Лаѵрентїй.
Краткие формы имени: Лавреня, Лавря, Лавра.
Разговорная форма: Лаврент.
От имени Лаврентий и его форм образовались русские фамилии Лаврентьев, Лавренёв и другие.

## Именины
Православные именины (даты приводятся по григорианскому календарю):
- 11 января, 2 февраля, 11 февраля, 20 марта, 23 мая, 29 мая, 23 августа, 29 августа, 10 сентября, 4 октября, 6 ноября, 25 октября, 23 декабря.